# Saft
Pour les articles homonymes, voir Saft (homonymie).
Saft est une entreprise française spécialisée dans la conception, la fabrication et la commercialisation d'accumulateurs électriques à usage industriel. En mai 2016, l'entreprise a été rachetée par la compagnie TotalEnergies, pour un montant proche d'un milliard d'euros. Le but du nouveau propriétaire de Saft est de rendre plus performantes ses solutions d'énergie basées sur le renouvelable, notamment en matière de stockage.

## Histoire

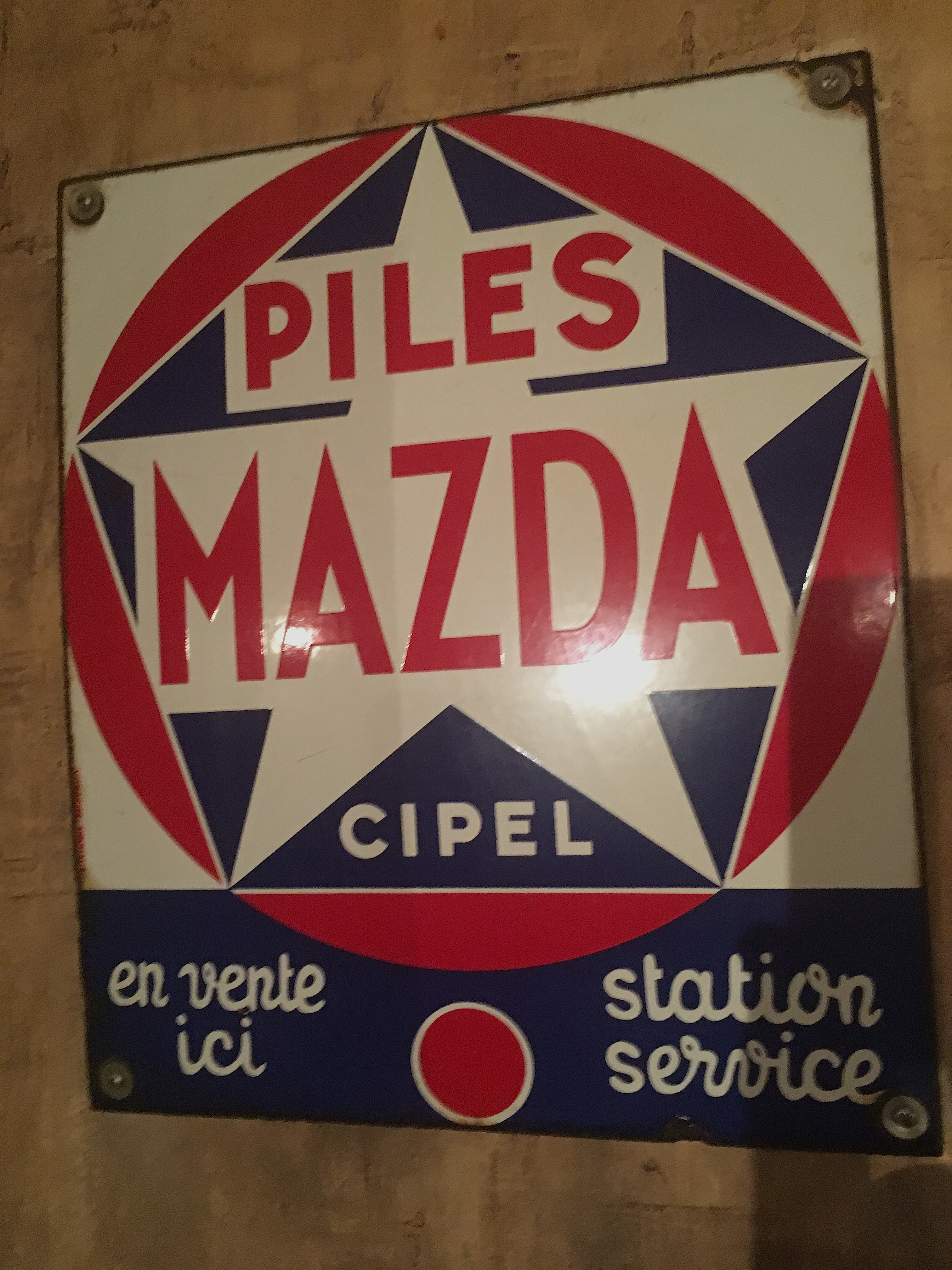
Publicité Mazda.

En 1918, l'entreprise S.A.F.T. (Société des Accumulateurs Fixes et de Traction) est fondée à Romainville par Victor Hérold avec un capital de 1 million de francs. Les premières batteries d'accumulateurs alcalins à plaques pochettes (24V, 180Ah) sont livrées à la compagnie de chemin de fer P.L.M. Le 5 octobre 1921, un train de banlieue, éclairé au gaz, prend feu dans le tunnel des Batignolles, causant la mort de 28 personnes. Les autorités françaises décident alors que, dans un délai de trois ans, toutes les voitures de chemin de fer à voyageurs seront éclairées à l'électricité.
En 1952, la S.A.F.T. achète Fulmen et par conséquent Leclanché. En 1985, la Compagnie générale d'électricité cède l'activité de piles grand public de marque Saft Mazda à Wonder, alors propriété de Bernard Tapie, de la banque Worms et de la société Bouygues entraînant des reconversions chez les employés de Saft à Poitiers.
En 2003, l'ancienne CGE, devenue Alcatel, vend Saft au fonds d'investissement britannique Doughty Hanson (via la holding Saft Beta) en 2003. En 2007, Doughty Hanson revend l'ensemble de ses parts sur le marché.
En 2016, alors que le stockage de l'électricité devient un enjeu majeur du smart grid étendu aux énergies renouvelables intermittentes (solaire et éolien notamment) et pour la domotique, TotalEnergies annonce acheter Saft (pour 900 millions d'euros) pour renforcer sa branche liée aux énergies renouvelables,. En juillet l'Autorité des marchés financiers (AMF) confirme qu'après le règlement-livraison de l’offre prévu le 21 juillet 2016, « Total détiendra 23.456.093 actions Saft », soit « 90,14 % du capital et des droits de vote » au Conseil d'administration de Saft. « Conformément au règlement général de l'AMF, l’offre de Total sera rouverte du 19 juillet au 2 août 2016 afin de permettre aux actionnaires n'ayant pas apporté leurs actions à l’offre de le faire dans des conditions inchangées. Total dit vouloir « privilégier les investissements par rapport au dividende et de procéder au retrait ultérieur de la cote dans l’hypothèse où le seuil de 95 % du capital et des droits de vote de Saft Groupe serait atteint à l’issue de la réouverture de l’offre ». En 2019, Saft achète la société américaine Go Electric.
En 2020, Saft investit dans le secteur des batteries automobiles, stratégique pour la création des usines géantes de batterie en Europe,  en créant la société Automotive Cells Company (ACC) avec les constructeurs Stellantis et Mercedes-Benz, et avec le soutien des gouvernements français et allemand.

## Activités

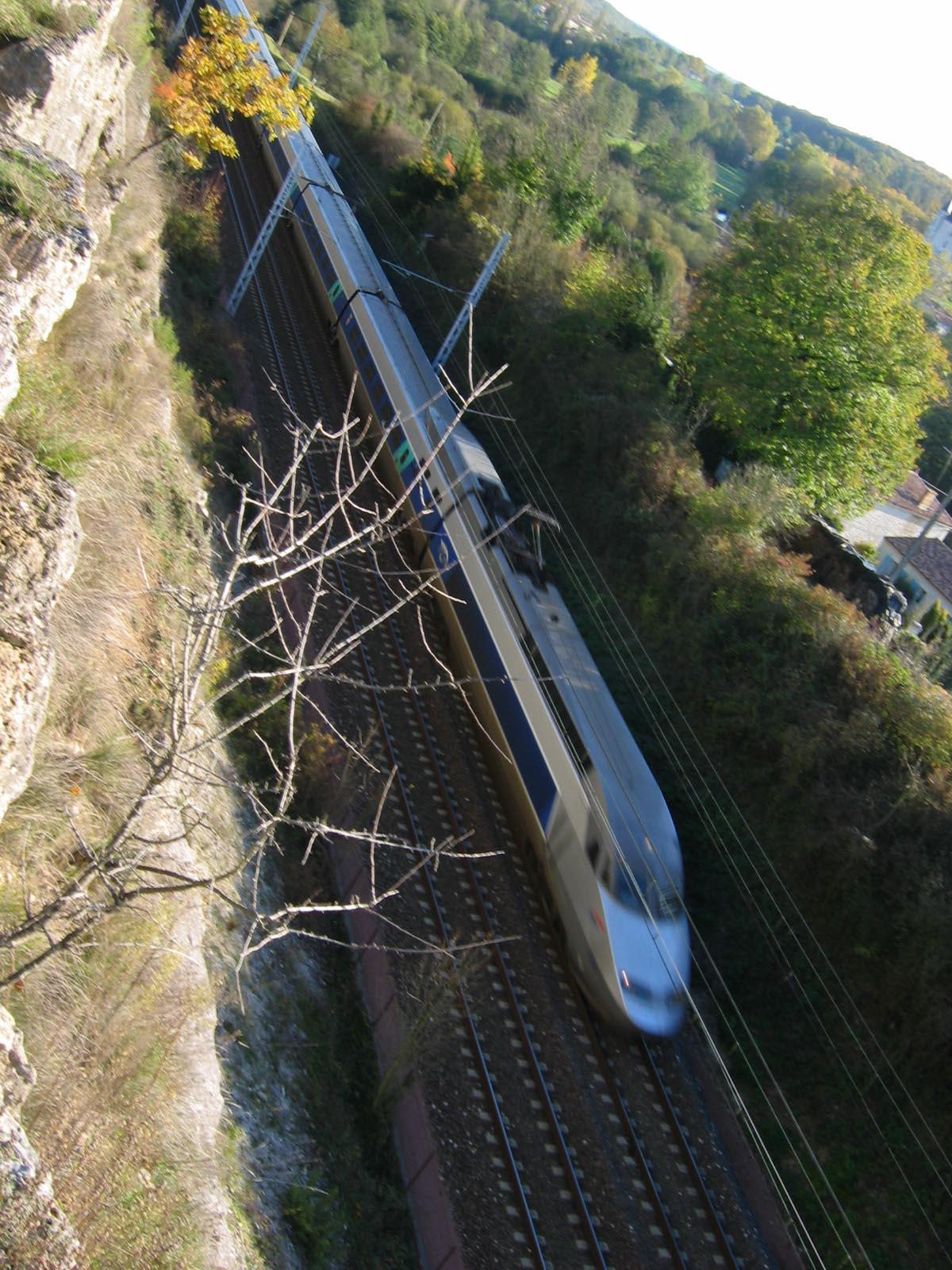
TGV Atlantique en route pour Paris. La SNCF est un des clients majeurs de Saft.

### Aerospace, Defense, and Performance(ADP)
La division Aerospace, Defense, and Performance fabrique des batteries au nickel, au lithium-ion et à base d'argent. Elles sont utilisées pour les marchés suivants :
- Aérospatiale : systèmes d'alimentation et de secours, démarrage des moteurs et turbines d'avions, satellites de communications, scientifiques et militaires, et engins spatiaux et lanceurs de satellites.
- Défense : systèmes d'armes et torpilles, aviation militaire, et véhicules blindés hybrides.
- Performance : Formule 1 et Formula E, bateaux et ferries, bateaux de croisière et yachts de luxe, et cargos et navires hauturiers.

### Connected Smart Energy(CSE)
La division Connected Smart Energy fabrique des batteries au lithium primaire (Li-SOCl2, Li-MnO2, Li-SO2, Hybrid) et des batteries lithium-ion. Elles sont utilisées pour les marchés suivants : compteurs intelligent, systèmes de télépéage, systèmes d'appel d'urgence automatique, géolocalisation des actifs, Internet des objets, appareils médicaux, applications militaires portables, forages pétroliers, surveillance environnementale, et systèmes de sécurité.

### Energy Storage Systems(ESS)
La division Energy Storage Systems fabrique des batteries lithium-ion. Elles sont utilisées pour les marchés des solutions de stockage d'énergie pour les services aux réseaux et les énergies renouvelables, et des micro-réseaux pour des applications commerciales et industrielles.

### Industry, Mobility, and Infrastructure(IMI)
La division Industry, Mobility, and Infrastructure fabrique des batteries à base de nickel et des batteries lithium-ion. Elles sont utilisées pour les marchés suivants :
- Industrie : alimentation de secours, démarrage et applications cyclables dans l'industrie pétrolière et gazière, et production et distribution d'électricité.
- Mobilité : électrification des véhicules industriels, alimentation de secours des systèmes d'éclairage, de climatisation et de communication ferroviaires, systèmes critiques ferroviaires de sécurité (freinage d'urgence et ouverture des portes), et systèmes de traction embarqués pour le ferroviaire.
- Infrastructure : systèmes de signalisation ferroviaire, et alimentation de secours pour l'industrie des télécommunications.

## Procès
En novembre 2015 s'ouvre le procès intenté par des anciens salariés de Saft pour « mise en danger de la vie d'autrui », du fait de leur exposition continue au cadmium durant leur période de travail. En janvier 2016, l'entreprise est reconnue coupable de « mise en danger de la vie d'autrui », mais relaxée concernant le risque d’exposition à des agents chimiques cancérogènes.

## Identité visuelle

Ancien logo.
Ancien logo.
Ancien logo.
Logo actuel.